# Bezzia araucana
Bezzia araucana är en tvåvingeart som beskrevs av Gustavo R. Spinelli och Wirth 1990. Bezzia araucana ingår i släktet Bezzia och familjen svidknott. Inga underarter finns listade i Catalogue of Life.